# Franz Werfel

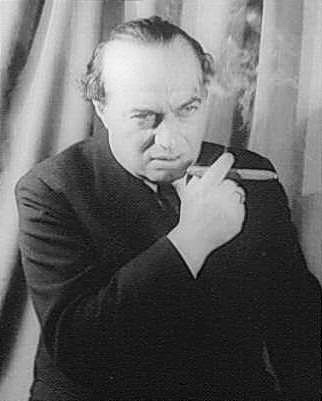
Franz Werfel, fotografiert 1940 von Carl van Vechten

Franz Viktor Werfel (* 10. September 1890 in Prag, Österreich-Ungarn; † 26. August 1945 in Beverly Hills) war ein österreichischer Schriftsteller jüdisch-deutschböhmischer Herkunft. Er flüchtete vor der nationalsozialistischen Herrschaft ins Exil und wurde 1941 US-amerikanischer Staatsbürger. Er war ein Wortführer des lyrischen Expressionismus.
In den 1920er und 1930er Jahren waren seine Bücher Bestseller. Seine Popularität beruht vor allem auf seinen erzählenden Werken und Theaterstücken, über die aber Werfel selbst seine Lyrik setzte. Mit seinem Roman Verdi. Roman der Oper (1924) wurde Werfel zu einem Protagonisten der Verdi-Renaissance in Deutschland. Besonders bekannt wurden sein zweibändiger historischer Roman Die vierzig Tage des Musa Dagh 1933/47 und Das Lied von Bernadette aus dem Jahr 1941. Sein letzter Roman Stern der Ungeborenen von 1945 offenbart Werfels Dante-Rezeption.

## Leben

### Kindheit und Jugend

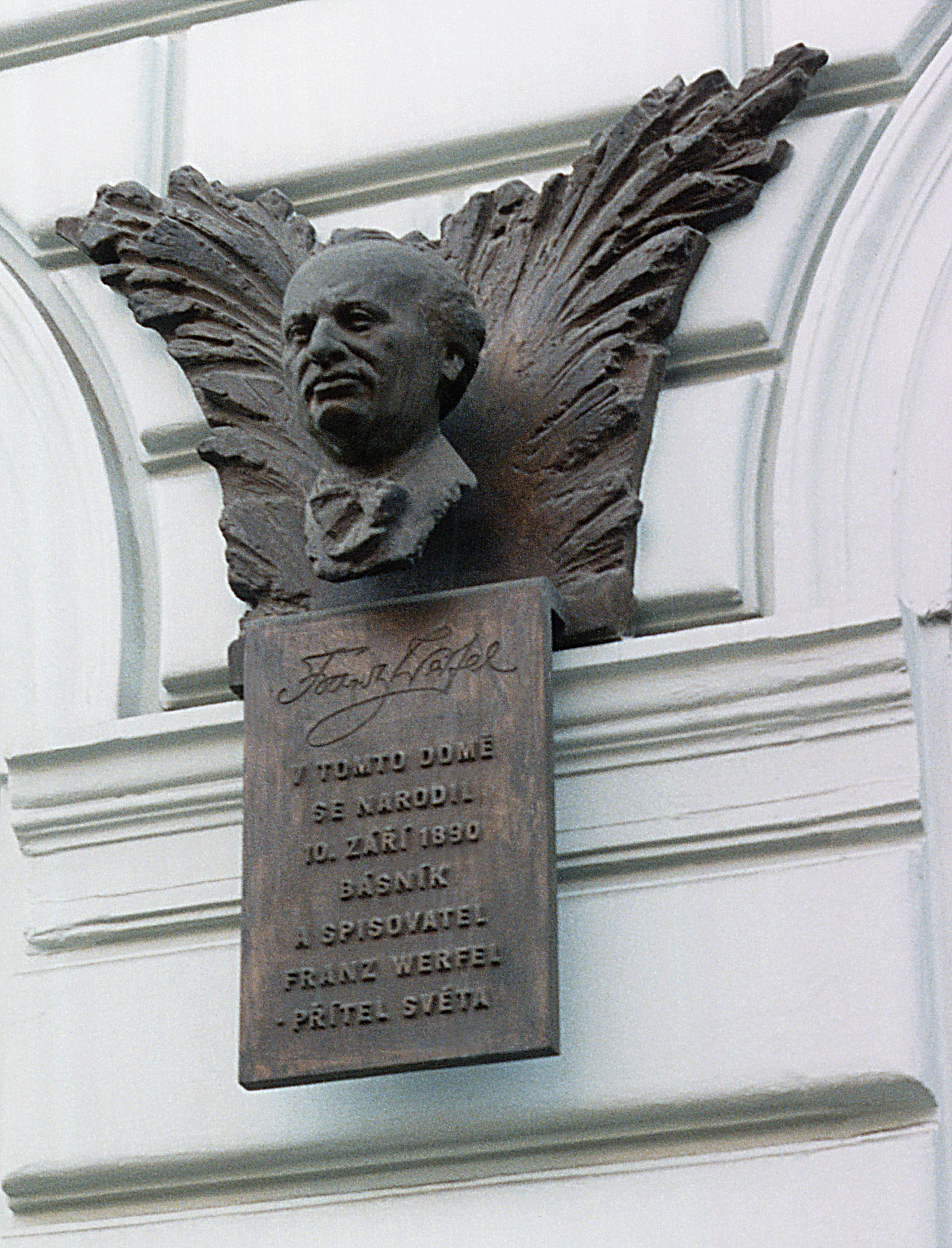
Gedenktafel an Werfels Geburtshaus in Prag

Franz Werfel wurde am 10. September 1890 in Prag als Sohn des wohlhabenden Handschuhfabrikanten Rudolf Werfel und dessen Frau Albine, geb. Kussi, geboren. Die Familie gehörte dem deutsch-böhmischen Judentum an und besuchte regelmäßig die Maisel-Synagoge. Seine jüngere Schwester Hanna Fuchs-Robettin (1894–1964) ging als Geliebte Alban Bergs in die Musikgeschichte ein. Seine jüngste Schwester Marianne Rieser (1899–1965) wurde als Schauspielerin bekannt.
Die katholische Frömmigkeit seiner tschechischen Kinderfrau, der er später den autobiographischen Roman Barbara oder die Frömmigkeit widmete, der Besuch der Privatvolksschule der Piaristen und die barocke Katholizität seiner Heimatstadt prägten den jungen Franz Werfel. Seine Reifeprüfung legte er 1909 am deutschen Stephansgymnasium in Prag ab. Schon während seiner Schulzeit veröffentlichte er Gedichte.
Werfel stand in Verbindung mit den Literaten des Prager Kreises. Mit den Schriftstellern Willy Haas, Max Brod und Franz Kafka sowie dem Schauspieler Ernst Deutsch und dem Literaturagenten Ernst Polak, seinem ehemaligen Mitschüler, war Werfel ein Leben lang befreundet.

### Volontär und Lektor
1910 absolvierte Werfel ein Volontariat bei einer Hamburger Speditionsfirma. 1911 / 1912 leistete er als Einjährig-Freiwilliger Militärdienst auf dem Prager Hradschin. Von 1912 bis 1915 war er Lektor beim Kurt Wolff Verlag in Leipzig. Unter seiner Mitverantwortung erschien die expressionistische Schriftenreihe Der jüngste Tag.
Werfel begegnete Rainer Maria Rilke und schloss Freundschaft mit Walter Hasenclever und Karl Kraus, mit dem er sich später überwarf. Er publizierte u. a. auch in der ungarischen deutschsprachigen Zeitung Pester Lloyd.

### Erster Weltkrieg
Von 1915 bis 1917 diente Werfel an der ostgalizischen Front. 1917 wurde er ins k.u.k. Kriegspressequartier in Wien versetzt. Werfel setzte sich für die Übersetzung der Schlesischen Lieder von Petr Bezruč ins Deutsche ein. Für die Übersetzung von Rudolf Fuchs verfasste er 1916 das Vorwort.

### Alma Mahler

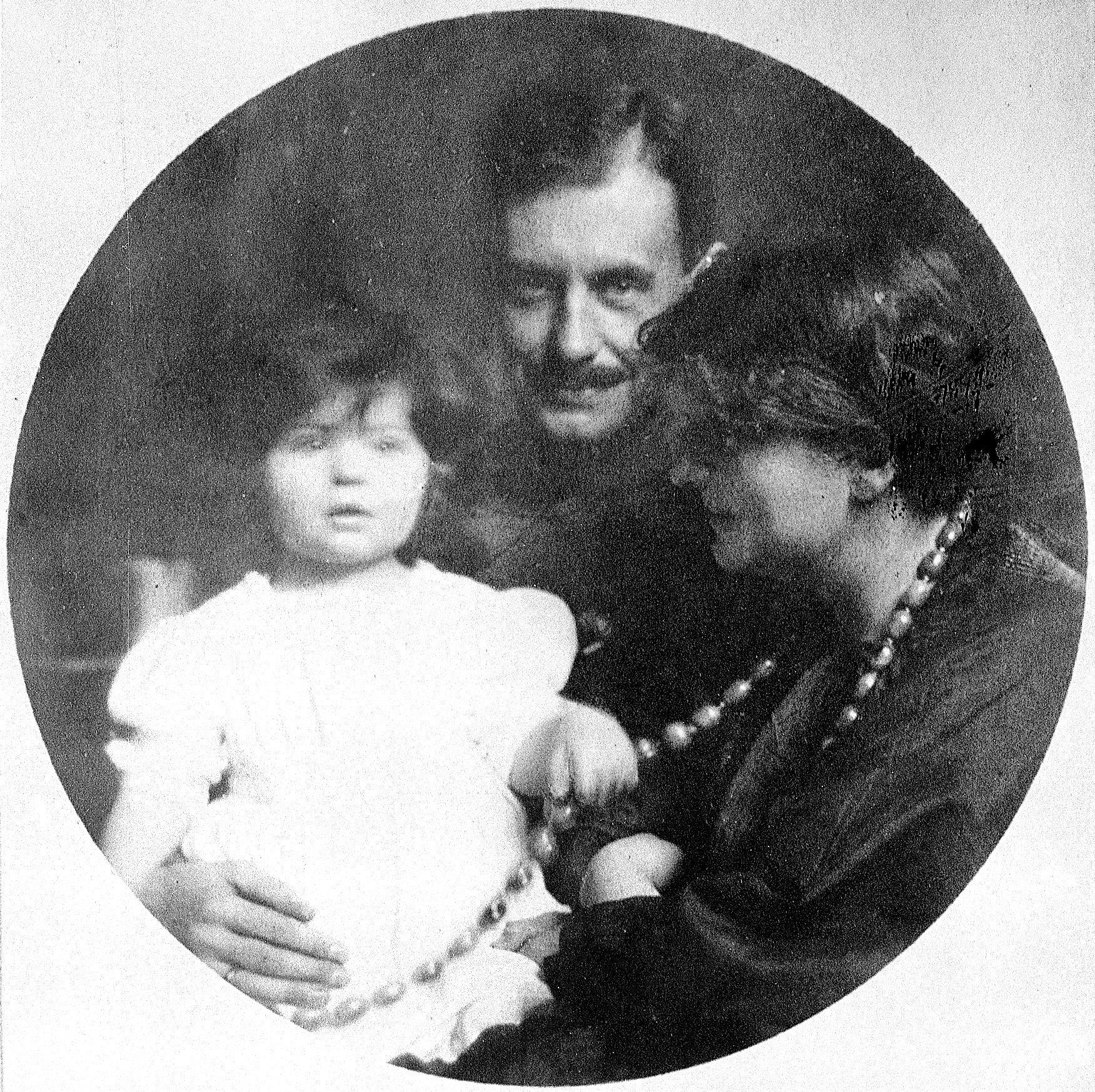
Walter Gropius und Alma Mahler mit ihrer Tochter Manon Gropius (1918)

Werfel lebte die folgenden zwei Jahrzehnte in Wien. Hier schloss er Freundschaft mit Alma Mahler, Witwe Gustav Mahlers und Ehefrau von Walter Gropius. 1918 brachte Alma, noch während ihrer Ehe mit Walter Gropius, Werfels mutmaßlichen Sohn Martin Carl Johannes zur Welt, der 1919 starb. Gropius und Alma ließen sich 1920 scheiden. Werfel und Alma lebten seit 1919 zusammen. Sie heirateten am 7. August 1929. Ab 1931 lebten sie in einer Villa an der Hohen Warte in Wien.
Werfel zog sich unter Almas Einfluss weitgehend aus dem öffentlichen Leben zurück. Er ging aber oft auf Reisen, zum Beispiel nach Breitenstein am Semmering, Santa Margherita Ligure und nach Venedig. Während seiner zweiten Nahostreise Anfang 1930 traf er in einem Waisenhaus in Syrien Überlebende des Völkermordes an den Armeniern während des Ersten Weltkrieges. Diese Begegnung inspirierte ihn zu seinem Roman Die vierzig Tage des Musa Dagh, der 1933 erschien. In dem Roman wird das Schicksal von etwa 5000 Armeniern geschildert, die sich vor der osmanischen Armee auf den Berg Musa Dağı (Mosesberg) geflüchtet hatten.
Auf dem Höhepunkt seiner amerikanischen Bestsellererfolge sagte Franz Werfel zu seinem Freund Friedrich Torberg: „Wenn ich die Alma nicht getroffen hätte – ich hätte noch hundert Gedichte geschrieben und wäre selig verkommen …“ Laut Torberg hatte Werfel „oft und oft davon gesprochen, wie unvorstellbar ein Leben ohne Alma für ihn gewesen wäre“.
Die Preußische Akademie der Künste führte Werfel als Mitglied in der Sektion Dichtkunst. Auf Betreiben von Gottfried Benn wurde Werfel im Frühjahr 1933 (kurz nach der Machtübernahme des NS-Regimes) ausgeschlossen.
Im April 1935 starb seine an Kinderlähmung erkrankte Stieftochter Manon Gropius; Alban Berg komponierte für sie sein Konzert für Violine und Orchester Dem Andenken eines Engels.

### Emigration

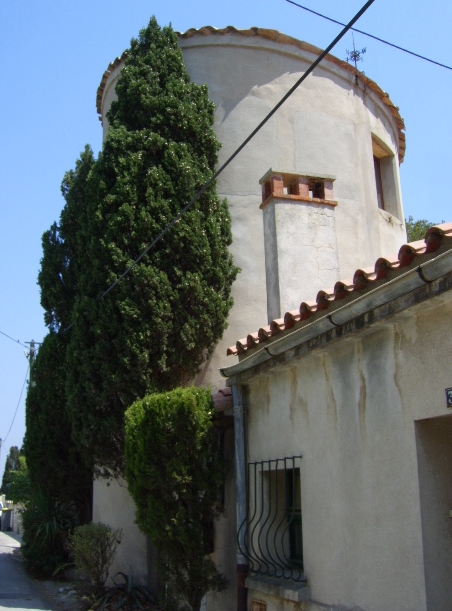
Frühere Wohnung von Franz Werfel und Alma Mahler-Werfel in Sanary-sur-Mer

Nach dem „Anschluss“ Österreichs, 1938, ließ sich Werfel, der sich schon im Winter 1937/1938 mit seiner Frau im Ausland aufgehalten hatte und nach dem Anschluss nicht mehr zurückkehrte, mit Alma in Sanary-sur-Mer in Südfrankreich nieder, wo auch andere Emigranten lebten. 1940, als die Wehrmacht große Teile Frankreichs besetzte, fand er Zuflucht in Lourdes; Werfel gelobte, falls er gerettet würde, ein Buch über die heilige Bernadette zu schreiben.
Zu Fuß überquerte er mit seiner Frau Alma sowie Heinrich, Nelly und Golo Mann die Pyrenäen nach Spanien. Das Ehepaar erreichte von dort Portugal und emigrierte im Oktober 1940 an Bord des griechischen Dampfers Nea Hellas in die USA, nach Beverly Hills und Santa Barbara in Kalifornien.
Werfel erhielt 1941 die amerikanische Staatsbürgerschaft. 1943 wurde sein Roman Das Lied von Bernadette mit Jennifer Jones in der Titelrolle mit großem Erfolg verfilmt.

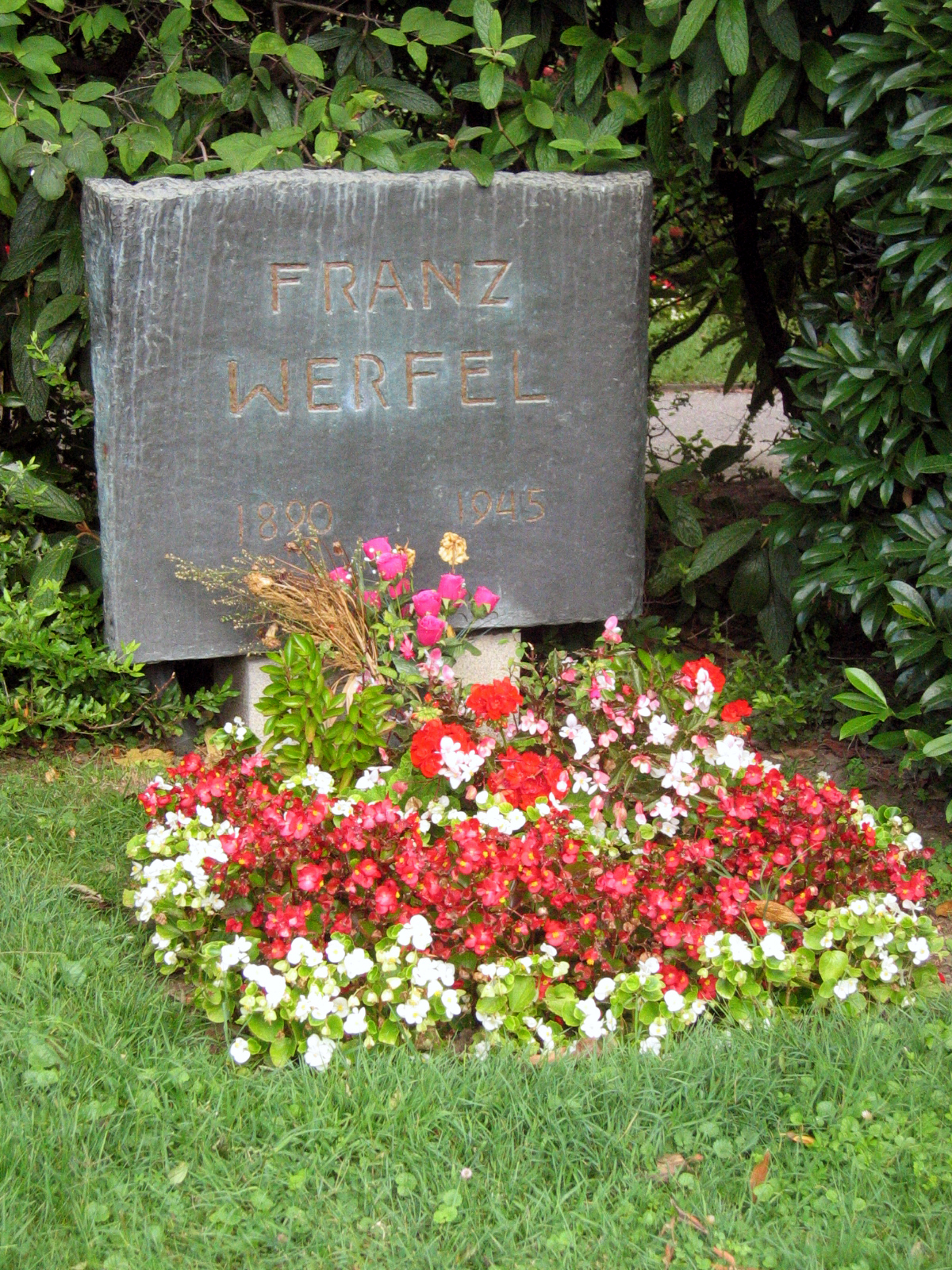
Werfels Ehrengrab (Stein gestaltet von Anna Mahler)

### Tod
1943 verschlimmerte sich Werfels Angina Pectoris, und er erlitt zwei Herzanfälle. Am 26. August 1945 starb Werfel im Alter von 54 Jahren an einem Herzinfarkt. Er wurde in Beverly Hills auf dem Rosedale Cemetery begraben.
1947 wurde ihm von Theodor Körner, damals Bürgermeister der Stadt Wien, später Bundespräsident, ein Ehrengrab auf dem Wiener Zentralfriedhof reserviert, die Grabstelle in Beverly Hills zu einem Ehrengrab aufgewertet. Auf Basis einer vom Kulturamt der Stadt Wien und der Österreichischen Gesellschaft für Literatur 1974 gefassten Initiative wurden Werfels sterbliche Überreste 1975 nach Wien überführt und am 21. Juli 1975 auf dem Wiener Zentralfriedhof beigesetzt (Ehrengrab Gruppe 32 C, Nummer 39).

## Auszeichnungen
- 1926 Grillparzer-Preis
- 1927 Tschechoslowakischer Staatspreis
- 1927 Schiller-Preis
- 1937 österreichisches Verdienstkreuz für Kunst und Wissenschaft 1. Klasse
- 1943 Ehrenmitglied der American Academy of Arts and Letters[7]

## Postume Ehrungen

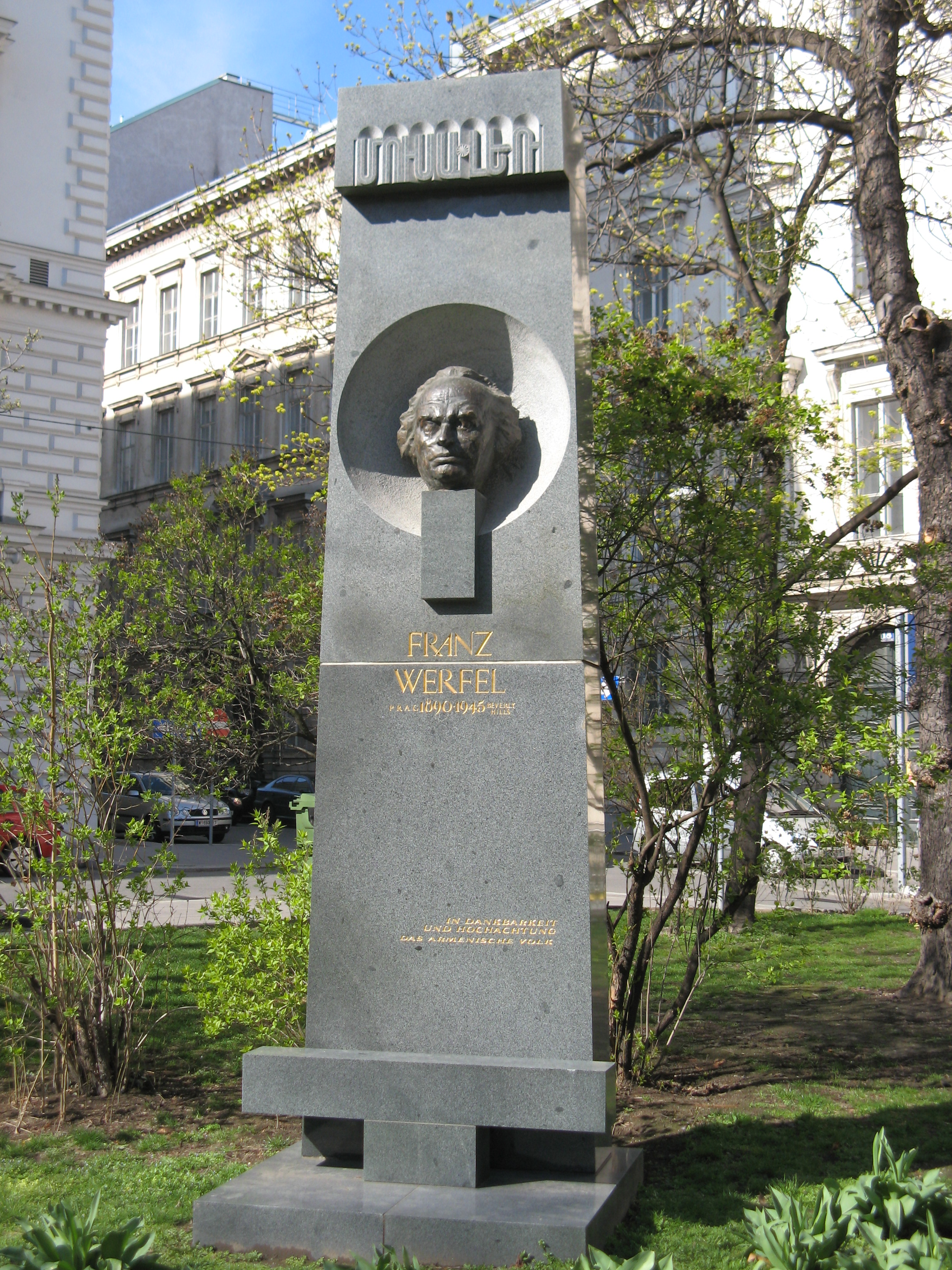
Franz-Werfel-Denkmal im Schillerpark in Wien

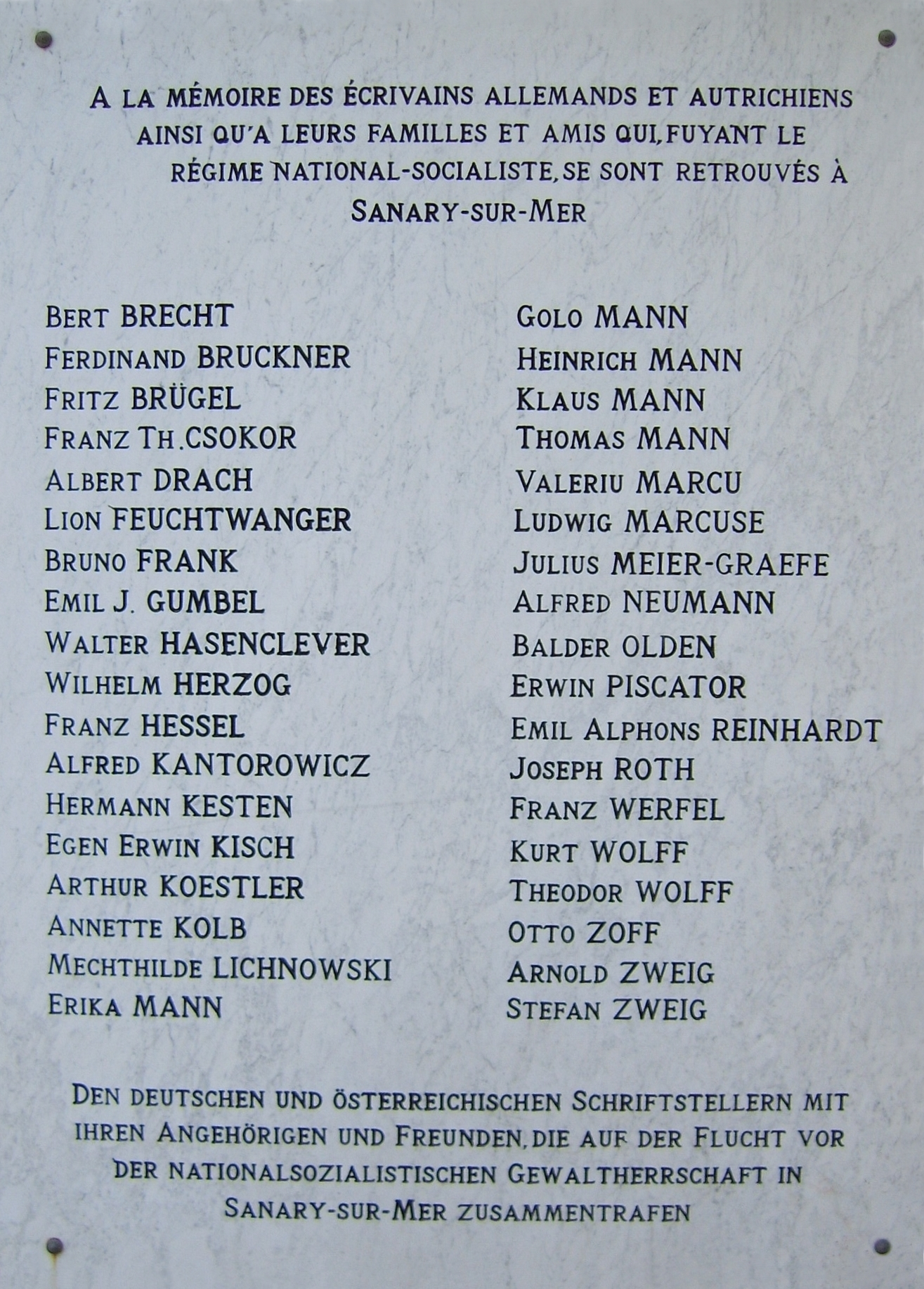
Gedenktafel für die deutschen und österreichischen Flüchtlinge am Fremdenverkehrsbüro in Sanary-sur-Mer (Côte d’Azur)

- 1990: Briefmarke der Österreichischen Post zum 100. Geburtstag
- 1995: Briefmarke der Deutschen Post zum 50. Todestag
- 2000: Armenisches Werfel-Denkmal von Ohan Petrosjan auf dem Schillerplatz in Wien. Der Granitpfeiler trägt im unteren Bereich die Inschrift „In Dankbarkeit und Hochachtung / Das armenische Volk“.
- 2006: Postume Verleihung der armenischen Ehrenbürgerschaft. Die Plakette wurde der Österreichischen Nationalbibliothek überreicht.

Werfel als Namensgeber
- 1949: Benennung der Werfelstraße in Wien-Hernals (17. Bezirk), Bezirksteil Dornbach
- Franz-Werfel-Stipendium der Österreichischen Austauschdienst-Gesellschaft für junge Universitätslehrende, die sich schwerpunktmäßig mit österreichischer Literatur beschäftigen (seit 1992)[8]
- Franz-Werfel-Menschenrechtspreis der Stiftung Zentrum gegen Vertreibungen (seit 2003)
- 2012: Umbenennung der Österreich-Bibliothek in der armenischen Hauptstadt Jerewan in Österreich-Bibliothek Franz Werfel Jerewan[9]

## Werke
Verzeichnis aller Werke siehe Wikisource

### Lyrik
- Der Weltfreund. Axel Juncker Verlag, Berlin 1911
- Wir sind. Kurt Wolff Verlag, Leipzig 1913
- Einander – Oden, Lieder, Gestalten. Kurt Wolff Verlag, Leipzig 1915
- Gesänge aus den drei Reichen (Auswahlband). Kurt Wolff Verlag, Leipzig 1917
- Der Gerichtstag. Kurt Wolff Verlag, Leipzig 1919
- Beschwörungen. Kurt Wolff Verlag, München 1923
- Neue Gedichte. Paul Zsolnay Verlag, Berlin/Wien/Leipzig 1928
- Schlaf und Erwachen. Paul Zsolnay Verlag, Berlin/Wien/Leipzig 1935
- Gedichte aus dreißig Jahren (Auswahlband). Bermann-Fischer Verlag, Stockholm 1939

### Romane
- 1924 Verdi. Roman der Oper
- 1928 Der Abituriententag. Die Geschichte einer Jugendschuld
- 1929 Barbara oder die Frömmigkeit
- 1931 Die Geschwister von Neapel
- 1933 Die vierzig Tage des Musa Dagh (historischer Roman, 2 Bände)
- 1937 Höret die Stimme (veränd. NA 1956 als Jeremias; historischer Roman)
- 1939 Der veruntreute Himmel (ursprünglich: Der gestohlene Himmel)
- 1941 Das Lied von Bernadette
- 1946 Stern der Ungeborenen (1945 beendet, nach Werfels Tod erschienen)

### Erzählungen und Novellen
- 1920 Nicht der Mörder, der Ermordete ist schuldig
- 1927 Der Tod des Kleinbürgers
- 1927 Geheimnis eines Menschen (Novellen)
- 1931 Kleine Verhältnisse
- 1933 Das Trauerhaus In: Novellen deutscher Dichter der Gegenwart. Hrsg. Hermann Kesten. Allert de Lange, Amsterdam; wieder Piper, München 1957
- 1939 Weißenstein, der Weltverbesserer
- 1939 Die arge Legende vom gerissenen Galgenstrick (1977 verfilmt)
- 1941 Eine blaßblaue Frauenschrift, ursprünglich in Buenos Aires verlegt und gedruckt; S. Fischer, Frankfurt 1955; Taschenbuch 1990, ISBN 3-596-29308-1, 1984 verfilmt von Axel Corti
- 1943 Géza de Varsany

### Dramen
- 1911 Der Besuch aus dem Elysium (Einakter)
- 1912 Die Versuchung
- 1914 Die Troerinnen des Euripides (Nachdichtung)
- 1919 Mittagsgöttin (Zauberspiel)
- 1920 Spiegelmensch („magische Verstrilogie“), auf Einladung von Max Reinhardt April 1920 in Berlin erstmals der Öffentlichkeit vorgestellt
- 1921 Bocksgesang (Tragödie)
- 1922 Schweiger (Trauerspiel)
- 1925 Juarez und Maximilian („dramatische Historie“)
- 1926 Paulus unter den Juden („dramatische Legende“)
- 1930 Das Reich Gottes in Böhmen („Tragödie eines Führers“)
- 1936 Der Weg der Verheißung (Bibelspiel; 1937 Vertonung: Kurt Weill: The Eternal Road)
- 1937 In einer Nacht[10]
- 1944 Jacobowsky und der Oberst („Komödie einer Tragödie“)

### Libretti
- Die Zwingburg. Szenische Kantate (zusammen mit Fritz Demuth). Musik (1922): Ernst Krenek. UA 1924, Berlin
- Maximilien. Historische Oper (mit Rudolf Stephan Hoffmann und Armand Lunel). Musik (1930/31): Darius Milhaud. UA 1932
- Der Weg der Verheißung. Bibeldrama mit Musik. Musik: Kurt Weill (1934/35; Fragment). – Neufassung (1935/36): The Eternal Road. Musik: Kurt Weill. UA 1937

### Essays
- Brief an einen Staatsmann. In: Das Ziel-Jahrbuch München, 1915 online bei archive.org
- Die christliche Sendung, in Neue Rundschau 1917/1, S. 92–104 online lesen bei archive.org. Werfel stellt einem rein materialistischen Aktivismus und politischen Reformeifer eine christliche Ich-Umkehr und Erfüllung gegenüber.
- Unser Weg geht weiter, in Aufbau Jahrg.6 (1940), Ausg. 52, S. 1+2 online lesen Eine kurze Analyse des aktuellen Antisemitismus: Israel schenkte der Welt einen Gott, der den naturhaften Menschen überfordert, dieser wehrt sich durch Feindschaft gegen die Träger des Gottesgeistes … Nachdruck in Ausg. 12/2008 & 1/2009
 Auch die Situation 1942 deutete er nicht anders als schon 1930: „Ein Religionskrieg“ (in Aufbau 8.5 S. 13)
- Weitere 177 Fundstellen in digitalisierter Exil-Presse

### Postume Veröffentlichungen
- 1946 Gedichte aus den Jahren 1908 bis 1945
- 1946 Zwischen Oben und Unten (Sammlung von Essays)
- 1952 Cella oder die Überwinder (Romanfragment; 1938/39 entstanden)

### Gesamtausgaben
- 1920–1923 Dichtungen von Franz Werfel, Leipzig, Kurt Wolff Verlag
- 1927–1937 Gesammelte Werke, Berlin Wien Leipzig, Zsolnay Verlag
- 1946–1967 Gesammelte Werke in Einzelbänden Hg. Adolf D. Klarmann, Amsterdam und Wien, Bermann-Fischer bzw. Frankfurt, S.Fischer
- 1989–1993 Gesammelte Werke in Einzelbänden Hg. Knut Beck, Frankfurt, S.Fischer

### Dokumente
- Karl Kraus – Franz Werfel. Eine Dokumentation. Zusammengestellt und dokumentiert von Christian Wagenknecht und Eva Willms, (Reihe Bibliothek Janowitz, hrsg. von Friedrich Pfäfflin), Wallstein, Göttingen 2011, ISBN 978-3-8353-0983-8.

## Verfilmungen

### Kino
- 1943: Das Lied von Bernadette (The song of Bernadette) mit Jennifer Jones
- 1958: Der veruntreute Himmel mit Annie Rosar, Kurt Meisel, Hans Holt
- 1958: Jakobowsky und der Oberst mit Curd Jürgens, Danny Kaye
- 1977: Cella oder die Überwinder
- 1977: Die arge Legende vom gerissenen Galgenstrick Regie: Gaudenz Meili
- 1982: The Forty Days of Musa Dagh
- 1984: Eine blaßblaue Frauenschrift Regie: Axel Corti
- 1990: Der veruntreute Himmel (TV) Regie: Ottokar Runze, mit Elisabeth Epp, Paulus Manker, Peter Simonischek, Gertraud Jesserer
- 1999: Der Abituriententag
- 2009: Wohin ist, der ich war und bin. Produzent: Björn Jensen, Regie: Matthias Bundschuh, online verfügbar auf film/34525 onlinefilm.de

### Fernsehen, Auswahl
- 1946: Jacobowsky und der Oberst. Regie: Hermann Brix (ORF Wien)
- 1947: In einer Nacht. Regie: Hans Nüchtern, mit Helene Thimig (ORF Wien)
- 1948: Jacobowsky und der Oberst. Regie: Theodor Haerten, mit Peter Esser, Hans Hermann Schaufuß, Hanns Ernst Jäger (NWDR Köln).
- 1948: Das Lied von Bernadette. (Zwei Teile) Regie: Walter Ohm, mit Ernst Schlott, Walter Hilbring, Marianne Kehlau (BR).
- 1949: Jacobowsky und der Oberst. Regie: Cläre Schimmel, mit Erich Ponto, Paul Hoffmann, Marianne Simon (SDR).
- 1951: Der veruntreute Himmel. Regie: Alois Garg, mit Hilde Engel, Else Brückner, Anette Roland (SWF).
- 1951: Jacobowsky und der Oberst. Regie: Walter Knaus, mit Ernst Ginsberg, Alexander Kerst, Gustl Halenke (SDR).
- 1954: Das Lied von Bernadette. (Zwei Teile) Regie: Otto Kurth, mit Ludwig Cremer, Peter Esser, Heidi Hausmann (SWF).
- 1957: Der veruntreute Himmel. Regie: Heinz-Günter Stamm, mit Mila Kopp, Kurt Meisel, Dietmar Schönherr (BR).
- 1958: Jakobowsky und der Oberst. Regie: Marcel Wall, mit Willi Trenk-Trebitsch, Max Mairich, Rosel Schäfer (HR).
- 1959: Das Lied von Bernadette. Regie: Heinz-Günter Stamm, mit Robert Graf, Walter Richter, Edith Schultze-Westrum (BR).
- 1976: Das Lied der Bernadette. Regie: Ferry Bauer, mit Maria Hanke, Michael Pawlik, Silvia Goetzloff, Eva-Maria Aichner (ORF Oberösterreich)
- 1978: Das Reich Gottes in Böhmen. Regie: Hans Rochelt, mit Jürgen Wilke, Ernst Meister, Hanns Krassnitzer, Walter Benn (ORF Wien)
- 1985: Die Entfremdung. Regie: Ferry Bauer, mit Gert Westphal, Adelheid Picha, Eugen Stark, Anne-Marie Blanc, Peter Arens (ORF Vorarlberg)
- 1987: Euripides oder Über den Krieg. Regie: Friedhelm Ortmann, mit Paul Hoffmann, Wolfgang Pampel (WDR).
- 1990: Der Stern der Ungeborenen. (Drei Teile) Regie: Heinz Dieter Köhler, mit Martin Benrath, Horst Bollmann, Karin Anselm (WDR).